# ملوئیه
ملوئیه یک روستا در ایران است که در دهستان بلورد شهرستان سیرجان واقع شده‌است.